# Elisabeth Olin
Elisabeth Olin, nascida Elisabeth Lillstrom (Suécia, 1740 - Estocolmo, de 1828), foi uma cantora de ópera, e membro da Real Academia Sueca de Música.